# Madeleine Dupont
Madeleine Kanstrup Dupont (Glostrup, 26 de mayo de 1987) es una deportista danesa que compite en curling. Sus hermanos Denise y Oliver compiten en el mismo deporte.
Ganó dos medallas en el Campeonato Mundial de Curling, en los años 2007 y 2009, y cuatro medallas en el Campeonato Europeo de Curling entre los años 2002 y 2022.
Participó en tres Juegos Olímpicos de Invierno, entre los años 2010 y 2022, ocupando el quinto lugar en Vancouver 2010, en la prueba femenina.
Fue la abanderada de Dinamarca en la ceremonia de apertura de los Juegos de Pekín 2022.

## Palmarés internacional
| Campeonato Mundial | Campeonato Mundial        | Campeonato Mundial | Campeonato Mundial |
| Año                | Lugar                     | Medalla            | Prueba             |
| ------------------ | ------------------------- | ------------------ | ------------------ |
| 2007               | Aomori (Japón)            | Medalla de plata   | Equipo             |
| 2009               | Gangneung (Corea del Sur) | Medalla de bronce  | Equipo             |
| Campeonato Europeo |                           |                    |                    |
| Año                | Lugar                     | Medalla            | Prueba             |
| 2002               | Grindelwald (Suiza)       | Medalla de plata   | Equipo             |
| 2008               | Örnsköldsvik (Suecia)     | Medalla de bronce  | Equipo             |
| 2009               | Aberdeen (Reino Unido)    | Medalla de bronce  | Equipo             |
| 2022               | Östersund (Suecia)        | Medalla de oro     | Equipo             |